# Mediator-basiertes Informationssystem
Ein Mediator-basiertes Informationssystem ist ein Informationssystem, das mehrere Informationsquellen durch 
virtuelle Integration zusammenfasst. Die zentrale Komponente des Systems ist ein Mediator (das entsprechende Entwurfsmuster heißt Vermittler), der Anfragen an das Gesamtsystem entgegennimmt und beantwortet und mit den Quellen kommuniziert. Ein einfaches Beispiel für ein Mediator-basiertes Informationssystem ist eine Metasuchmaschine.
Bei einem Mediator-basierten Informationssystem sind die Daten nur in den Quellen gespeichert. Bei jeder Anfrage werden die Quellen gezielt angesprochen, so dass im Idealfall nur die Daten übertragen werden müssen, die für die Beantwortung der Anfrage notwendig sind. Dafür müssen die Daten aus den verschiedenen Quellen vereinheitlicht (Datenbereinigung, Datenfusion) und zusammengefasst werden (Schema Mapping). Eine Optimierung dieses Prozesses ist schwierig, da er größtenteils online (mit jeder Anfrage neu) stattfinden muss und sehr von den Eigenschaften der Quellen abhängig ist. Ein grundsätzliches Problem ist die Geschwindigkeit: Eine Anfrage kann nicht schneller beantwortet werden, als die langsamste für die Antwort notwendige Quelle benötigt. Gleichzeitig ist ein Mediator-basiertes Informationssystem sehr flexibel. Meist können Quellen dynamisch eingebunden werden, und der Ausfall einer Quelle kann ausgeglichen werden.
Der Entwurf findet nach dem Top-down-Prinzip statt. Die Quellen eines Mediator-basierten Informationssystems werden durch Wrapper verpackt und mit dem Mediator verbunden.